# 明曆
明曆是日本的年號之一。在承應之後，萬治之前。指1655年到1658年的期間。這個時代的天皇是後西天皇。江戸幕府的將軍是德川家綱。

## 改元
- 承應4年4月13日（公元1655年5月18日）後西天皇即位因而改元
- 明曆4年7月23日（公元1658年8月21日）改元為萬治

## 出典
出自《漢書·律曆志》之「大法九章、而五紀明歷法」與《後漢書》的「黄帝造歷、歷與曆同作」。

## 明曆年間要事
- 3年1月明曆大火

## 西元對照表
| 明曆 | 元年   | 2年    | 3年    | 4年    |
| ---- | ------ | ------ | ------ | ------ |
| 西曆 | 1655年 | 1656年 | 1657年 | 1658年 |
| 干支 | 乙未   | 丙申   | 丁酉   | 戊戌   |

## 相關項目
| 前一年號： 承應 | 日本年號 | 下一年號： 萬治 |